# Al-Mansur Alí
Al-Màlik al-Mansur Nur-ad-Din Alí ibn Àybak (àrab: الملك المنصور نور الدين علي بن أيبك, al-Malik al-Manṣūr Nūr ad-Dīn ʿAlī ibn Aybak), més conegut simplement com al-Mansur Alí, fou soldà mameluc bahrita o kiptxak del Caire (1257-1259).
Era fill d'Àybak i de la seva primera dona Umm Ali. Quan al-Muïzz Àybak fou assassinat per la seva esposa Xàjar-ad-Durr (10 d'abril de 1257), els mamelucs del difunt, els muizziyya, encapçalats per Qútuz, el van fer proclamar sultà. Els mamelucs de l'assassinat volien matar la reina i als criats culpables del crim, però alguns mamelucs salihiyya la van poder protegir i la van tancar a la Torre Roja. Però Umm Ali estava ressentida contra Xàjar (que havia obligat al seu marit a divorciar-se d'ella) i després de la proclamació van continuar els disturbis fins que els servidors de mare i fill van aconseguir apoderar-se de la reina i la van matar. Al-Mansur Alí va fer executar als criats implicats en l'assassinat del seu pare.
Havia nascut entre 1242 i 1246 i tenia per tant entre 11 i 14 anys. Qútuz va ser nomenat atabeg i fou el personatge més important conservant el seu títol de virrei i passant a administrar els afers corrents. L'abril de 1258 Qútuz va dirigir una expedició contra els amirs bahrites (salihiyya) i els seus aliats aiúbides a Síria, però el 1259 va fer les paus amb els bahrites (salihiyya) i es van unir per anar contra els mongols a Síria i el 12 de novembre de 1259 al·legant que el jove sultà no era la persona adequada per defensar el país contra els mongols, el va deposar i es va proclamar al seu lloc. Molts amirs van protestar contra aquesta usurpació i Qútuz va prometre renunciar quan els mongols haurien estat derrotats, però això no es va produir.